# آنجل رابینسون (بسکتبال، زاده ۱۹۸۷)
آنجل رابینسون (انگلیسی: Angel Robinson؛ زادهٔ ۲۰ آوریل ۱۹۸۷) بازیکن بسکتبال اهل ایالات متحده آمریکا است.